# Riemst
Riemst è un comune belga di 16 478 abitanti, situato nella provincia fiamminga del Limburgo belga.